# Ferdinand Maria z Lobkovic
Ferdinand Maria z Lobkovic či z Lobkowicz (německy Ferdinand Maria von Lobkowitz, 5. nebo 18. prosince 1726, Vídeň – 29. ledna 1795, Münster) byl rakouský šlechtic z českého rodu Lobkoviců a římskokatolický duchovní, biskup belgických diecézí Namur (1772 až 1779) a v Gent (1779 až 1795).

## Život
Narodil se jako syn politika a sicilského guvernéra Jana Jiřího Kristiána z Lobkovic (1686–1755) a jeho manželky Karolíny Henriety z Valdštejna (1702–1780). Jeho pradědečkem byl Václav Eusebius, druhý kníže z Lobkovic.
Dne 21. ledna 1751 byl Ferdinand Maria z Lobkovic vysvěcen na kněze a následně působil jako vikář v Salcburku a kanovník v Lutychu a Augsburgu.
Papež Klement XIV. ho dne 30. ledna 1772 jmenoval biskupem v Namuru a 10. května téhož roku byl vysvěcen. Dne 20. září 1779 ho papež Pius VI. jmenoval biskupem v Gentu.
Jeho heslem bylo Ad haerere Deus bonum.
Ferdinand Maria z Lobkovic zemřel dne 29. ledna 1795 v Münsteru a byl pohřben v katedrále svatého Bavona v Gentu.